# بن شکاو
بن شکاو (به عربی: بن شکاو) یک شهرداری در الجزایر است که در استان مدیه واقع شده‌است. بن شکاو ۸٬۹۴۶ نفر جمعیت دارد.